# Piotr Krukowski
Piotr Krukowski (ur. 2 kwietnia 1948 w Łodzi) – polski aktor teatralny, filmowy i telewizyjny.

## Życiorys
Absolwent I Liceum Ogólnokształcącego im. Mikołaja Kopernika w Łodzi. W 1973 ukończył studia na Wydziale Aktorskim Państwowej Wyższej Szkole Filmowej, Telewizyjnej i Teatralnej im. Leona Schillera w Łodzi.
4 listopada 1973 zadebiutował jako Billy Fisher w spektaklu Billy kłamca Willisa Halla i Keith Waterhouse w reż. Romualda Szejda na deskach Teatru Powszechnego w Łodzi.
Występował na scenach łódzkich: Teatru Powszechnego (1973–1974), Teatru Nowego (1974–1991), a od 1991 Teatru im. Stefana Jaracza.

## Filmografia
- 150 na godzinę (1971) – chłopak grający na perkusji na zabawie
- Śledztwo (1973) – asystent Sorensena
- Pójdziesz ponad sadem (1974) – działacz ZMS w fabryce
- Czerwone i czarne kamienie (1976) – Eliasz
- Próba ciśnienia (1976) – Andrzej Rogowski
- Zielone – minione... (1976)
- Ślad na ziemi (serial telewizyjny) (1978) – ksiądz (odc. 2. Chłopcy zwerbowani)
- Epizod (1979)
- Kobieta i kobieta (1979) – Waldemar Sadkowski, autor projektu „Synchro”
- Zajęcia dydaktyczne (1980) – Henryk, kolega Marka
- Najdłuższa wojna nowoczesnej Europy (serial telewizyjny, 1981) – hrabia Michał Poturzycki (odc. 9. Ausrotten i 13. Zwycięstwo bez wodzów)
- Cudowne dziecko (1986) – lekarz badający Piotra
- Komediantka (1986) – redaktor
- Pan Samochodzik i niesamowity dwór (1986) – odtwórca tytułowej roli Pana Samochodzika
- Komediantka (1987) – redaktor
- Powrót do Polski (1988) – doktor Bolesław Krysiewicz badający Ignacego Jana Paderewskiego
- Jeniec Europy (1989) – baron Sturmer, przedstawiciel Austrii
- Kramarz (1990) – proboszcz
- Marie Curie. Une femme honorable (1990) – dziennikarz
- Latające machiny kontra Pan Samochodzik (1991) – Pan Samochodzik
- Pogranicze w ogniu (1991) – standartenführer Rolf (odc. 15., 16., 21. i 23.)
- Skarga (1991) – mężczyzna w płonącym budynku KW
- Kowalikowie (1992) – Andrzej
- Listopad (Novembre, 1992) – lekarz
- Moja historia (C' est mon histoire, 1993) – major Karabin, sekretarz Stowarzyszenia Wspierania Porządku Publicznego
- Sukces (serial telewizyjny, 1995) – dyrektor handlowy firmy „Morawski Electronics”
- Szamanka (1996) – mężczyzna na przyjęciu
- Syzyfowe prace (2000) – Stogowski, ojciec „Biruty”
- Przeprowadzki (serial telewizyjny, 2001) – szmalcownik Guzioł (odc. 10. Szafa brygadiera Abramka)
- M jak miłość (serial telewizyjny, 2002) – lekarz leczący Magdę Rudnik (odc. 74. i 76.)
- Zerwany (2002) – dyrektor domu dziecka
- Pierwsza miłość (serial telewizyjny, 2004–2011) – doktor Karasek, lekarz urolog w Szpitalu Kolejowym we Wrocławiu, który miał operować Jakuba Szwajewskiego
- Mrok (serial telewizyjny, 2006) – mecenas Łęski, adwokat Falskiego (odc. 4. Miłość może zabijać)
- Egzamin z życia (serial telewizyjny, 2007) – prezes „Wabudu” (odc. 96.)
- Stary człowiek i pies (2008) – rektor „filmówki”

## Odznaczenia i nagrody
- II nagroda na XXI Kaliskich Spotkaniach Teatralnych w Kaliszu za rolę w spektaklu Pustaki w Teatrze Nowym w Łodzi (1981)
- Odznaka „Zasłużony Działacz Kultury” (1984)
- Srebrny Krzyż Zasługi (1985)
- Nagroda na XXXVI Kaliskich Spotkaniach Teatralnych w Kaliszu za rolę w spektaklu Zbrodnia z premedytacją Witolda Gombrowicza w Teatrze im. Stefana Jaracza w Łodzi (1996)
- Złoty Krzyż Zasługi (2003)
- Odznaka honorowa „Zasłużony dla Kultury Polskiej” (2009)
- Srebrny Medal „Zasłużony Kulturze Gloria Artis” (2018)[2]